# Афридонов, Мидхат Вафиевич
Мидха́т Вафи́евич Афридо́нов (15 сентября 1924, с. Кина‑Аральск Туркестанской АССР — 20 июля 2000, Уфа) — государственный деятель. Первый секретарь Октябрьского горкома КПСС (1958—1970), министр торговли БАССР (1970—1980), депутат Верховного Совета БАССР 6-9-го созывов. Заслуженный работник торговли БАССР. Участник Великой Отечественной войны. Кавалер орденов Трудового Красного Знамени (1966, 1971), Отечественной войны I степени (1966, 1985).

## Память
В памяти жителей г. Октябрьского Мидхат Вафиевич Афридонов остался как «человек высокой культуры и интеллекта, грамотный и строгий руководитель, остро чувствующий и понимающий нужды простых людей».

## Ссылка
- Документ о награждении орденом на сайте «Память народа»